# تخلف اقتصادي
يوجد عدة تعاريف للتخلف الاقتصادي فلا يوجد تعريف واحد للتخلف الاقتصادي يشمل كل ملامحه فالتعاريف تتعدد بتعدد المعايير المستند إليها ويقترح سيمون كورنت ثلاثة تعاريف :
- أولا: التخلف يعني الفشل في الاستفادة الكاملة من الإنتاج نظرا لتخلف المعرفة الفنية والفشل الناجم عن مقاومة المؤسسات الاجتماعية.
- ثانيا: قد يعني التخلف الفشل في أداء الاقتصاد وانخفاض مستوى الدخل القومي بالمقارنة بالدول المتقدمة.
- ثالثا: قد يعني التخلف (الفقر الاقتصادي) أي بمعنى الفشل في تحقيق الرفاه الاقتصادي لمعظم سكان الدولة.

ويوجد تعريفات اخري للتخلف الاقتصادي مثل :
انخفاض متوسط نصيب الفرد من الدخل القومي عن حد معين ولكن هذا التعريف لا يعتبر دقيقا للحكم على التخلف فبعض البلاد المتخلفة المصدرة للنفط يرتفع فيها الدخل القومي إلى درجة كبيرة.

## أسباب التخلف الاقتصادي
1- انخفاض الدخل القومي.
تواجه الدول النامية ضعفا في الجهاز الإنتاجي وعدم كفائته مما يؤدي إلى انخفاض الدخل القومي ونصيب الفرد منه ووجود جزء كبير من الثروات غير المستغلة أو لا تستغل الاستغلال الأمثل.
2- الزيادة السكانية.
تشكل الزيادة السكانية الكبيرة مشكلة كبيرة في الدول النامية على عكس الدول المتقدمة ويرجع ذلك إلي زيادة نسبة المواليد وانخفاض الوفيات نتيجة للزواج المبكر.
3- الفن الإنتاجي.
أدت الثورة الصناعية في الدول الأوربية إلى زيادة التقدم الإنتاجي مما أدى إلى رفع مستوى الإنتاجية لاعتماد هذه الدول علي الآلات المتقدمة في الإنتاج بينما الدول النامية لا تزال تعتمد على العمل اليدوي وينقصها الفنيين ذوي الخبرة مما يؤدي إلى تأخر إنتاجية العمل وانخفاض مستوى الدخل القومي.
4- البطالة.
تشكو الدول النامية من العديد من أنواع البطالة أهمها :
أ- البطالة البنيائية وهي البطالة التي تتولد عن أختلال التوازن بين العلاقات السائدة بين مختلف عناصر العملية الإنتاجية وخصوصا عنصر العمل ويرجع شيوع البطالة البيائية في الدول النامية إلى توفر الأيدي العاملة غير المدربة.
ب- البطالة المقنعة وهي تطلق على عدد من العمال الذين يعملون في أعمال بسيطة يمكن أن يؤديها شخص واحد ولا تعود بنفع مادي أو معدومة القيمة أقتصاديا، ويتقاضون أجورا عليها من الدولة.
جـ- البطالة الموسمية ويقصد بها العمال الذين يظلون بلا عمل في بعض المواسم ويعود هذا النوع من البطالة إلى التقلبات الموسمية في الطلب على العمال وينتشر هذا النوع من البطالة في البلاد الزراعية.
5- سيادة الثقافات غير الاقتصادية.
يسود الدول المتخلفة ثقافات غير مشجعة على العمل بسبب بعض معتقدات الاتكال والنظر إلى العمل نظرة متدنية تفقده المكانة الاجتماعية وسيطرة العادات والتقاليد وضعف الحافز لكسب النقود.
6- تخلف البيان الأجتماعي
يوجد الكثير من العادات والتقاليد الاجتماعية التي تؤدي إلى التخلف الاقتصادي مثل:
- ارتفاع نسبة الأمية وانخفاض مستوى التعليم.

‌* تأخر المرأة في كثير من المجالات.
- فساد البيئة السياسية.
- وجود ظاهرة عمل الأطفال.
- الإنفاق البذخي وخاصة في ظل سوء توزيع الدخل.